# Henry Gordon Bennett
Henry Gordon Bennett CB, CMG, DSO (ur. 16 kwietnia 1887 w Balwyn w Australii; zm. 1 sierpnia 1962 w Dural koło Sydney) – australijski generał, uczestnik obu wojen światowych.

## Życiorys
Henry Gordon Bennett (powszechnie znany jako Gordon Bennett) urodził się w miejscowości Balwyn (obecnie przedmieście Melbourne). Był drugim dzieckiem pochodzącego z Kapsztadu George'a Jesse Bennetta i jego urodzonej w Australii drugiej żony Harriet Bentley. Po ukończeniu edukacji rozpoczął pracę jako urzędnik w firmie ubezpieczeniowej. 14 sierpnia 1908 roku rozpoczął służbę w 5. pułku piechoty australijskich wojsk ochotniczych (Citizen Military Forces), gdzie w cztery lata później awansował do stopnia majora.
Po wybuchu I wojny światowej został przeniesiony do armii regularnej i w październiku 1914 roku wysłany do Egiptu jako zastępca dowódcy 6. batalionu ANZAC. 25 kwietnia 1915 roku rozpoczęła się bitwa o Gallipoli. Major Bennett wylądował na brzegu jako jeden z pierwszych dowódców i jeszcze tego popołudnia został ranny. Odtransportowany na statek szpitalny został na własną prośbę skierowany z powrotem na front. Wyróżnił się osobistą odwagą i zdolnościami dowódczymi podczas drugiej bitwy o Krithia 8 maja 1915 roku i następnego dnia został awansowany do stopnia podpułkownika (Lieutenant Colonel), obejmując jednocześnie dowodzenie 6. batalionu. Za udział w walkach o Gallipoli Gordon Bennett został odznaczony Orderem św. Michała i św. Jerzego i dwukrotnie wymieniony w sprawozdaniu.
W 1916 roku Henry Gordon Bennett dowodził oddziałami australijskimi w walkach we Francji, biorąc udział w bitwie nad Sommą, największej bitwie I wojny światowej. Jego batalion wyróżnił się podczas zdobywania Pozières w lipcu i sierpniu 1916 roku. Podczas pobytu w Londynie Gordon Bennett ożenił się 18 listopada 1916 roku z Australijką Bessie Agnes Buchanan, poznaną wcześniej w Melbourne. 3 grudnia tegoż roku został promowany do stopnia brygadiera i mianowany dowódcą 3. Brygady Piechoty. Na jej czele walczył pod Arras wiosną i we Flandrii jesienią 1917 roku i na linii Hindenburga w 1918 roku. Zyskał sobie opinię doskonałego dowódcy frontowego, ale jego trudny charakter i skłonność do działań bez rozkazów nie przyniosły mu uznania u zwierzchników. Za swe dokonania na froncie zachodnim został odznaczony Orderem Łaźni, Distinguished Service Order, czarnogórskim Orderem Daniła I oraz sześciokrotnie wymieniony w sprawozdaniu.
Po powrocie do Australii Gordon Bennett odszedł ze służby w armii zawodowej 31 sierpnia 1919 roku. Po przeprowadzce do Sydney pracował jako przedsiębiorca w branży odzieżowej i księgowy. W październiku 1928 roku został jednym z trzech komisarzy zarządzających City of Sydney, udzielając się jednocześnie w organizacjach społecznych i zrzeszających przedsiębiorców. Pozostał w armii terytorialnej, gdzie dowodził kolejno 9. Brygadą Piechoty i 2. Dywizją, 1 sierpnia 1930 roku awansując do stopnia generała majora (Major General).
Po przystąpieniu Australii do działań II wojny światowej Gordon Bennett, jako trzeci pod względem starszeństwa generał australijski, liczył na otrzymanie dowództwa sił ekspedycyjnych, wysyłanych do walk na froncie europejskim. Jednak szef sztabu armii australijskiej, sir Cyril Brudenell White, powierzył to stanowisko generałowi Thomasowi Blameyowi, uzasadniając swą decyzję trudnym charakterem Bennetta, niezdolnego do zgodnej współpracy z brytyjskimi przełożonymi. W zamian Gordon Bennett został mianowany dowódcą obrony terytorialnej (Volunteer Defence Corps). Po śmierci Brudenella White'a w katastrofie lotniczej w Canberze 13 sierpnia 1940 roku nowy szef sztabu, Vernon Sturdee, powierzył jednak generałowi Bennettowi dowodzenie 8. Dywizją, przygotowywaną do walk na Malajach.
Po lądowaniu na półwyspie 8 grudnia 1941 roku oddziałów japońskich, generałowi Bennettowi powierzono obronę północno-zachodniej części Johoru. Po załamaniu się alianckich linii obronnych w styczniu 1942 roku wycofał się wraz z podległymi oddziałami do twierdzy w Singapurze. Podczas walk obronnych jego zdolności dowódcze były kwestionowane przez głównodowodzącego brytyjskiego generała Arthura Percivala. W dniu rozpoczęcia negocjacji o poddaniu twierdzy, 15 lutego 1942 roku, Gordon Bennett zdał dowództwo 8. Dywizji brygadierowi Cecilowi Callaghanowi i opuścił Singapur na sampanie. Do Melbourne przybył 2 marca.
Ucieczka Bennetta wywołała różne reakcje wśród Australijczyków. Większość zawodowych oficerów potępiła go za opuszczenie idących do niewoli żołnierzy. Obrońcy generała, wywodzący się w znacznej mierze spośród jego podkomendnych z czasu I wojny światowej i z 8. Dywizji, twierdzili, że miał on prawo tak postąpić, aby przekazać swoje spostrzeżenia dotyczące taktyki japońskiej. 7 kwietnia 1942 roku Gordon Bennett został awansowany do stopnia generała porucznika (Lieutenant General), jednocześnie powierzono mu dowództwo III Korpusu, stacjonującego w Perth. Po bitwie na Morzu Koralowym, gdy zmalało niebezpieczeństwo inwazji japońskiej, było to mało eksponowane stanowisko tyłowe, co wieńczyło działania przeciwników Bennetta, przede wszystkim generała Blameya, by nie powierzać mu już dowództwa jednostek frontowych.
9 maja 1944 roku Gordon Bennett został przeniesiony do rezerwy. Wkrótce potem opublikował w Sydney swoją książkę Why Singapore Fell (Dlaczego upadł Singapur), zawierającą wspomnienia z kampanii malajskiej i przedstawiającą działania autora w jak najlepszym świetle. Po zakończeniu wojny i poznaniu relacji uwolnionych kombatantów z Singapuru, przede wszystkim byłego zwierzchnika Bennetta, generała Percivala, oskarżającego podkomendnego o samowolne porzucenie dowodzenia, rząd australijski zlecił zbadanie sprawy sir George'owi Ligertwoodowi. Ten, nie kwestionując osobistej odwagi Bennetta, potwierdził nieuprawnione porzucenie powierzonych mu obowiązków.
Po wojnie Gordon Bennett poświęcił się uprawie owoców w Glenorie na przedmieściach Sydney. Zajmował się również publicystyką, pisząc artykuły, wykazujące wyższość armii z poboru nad zawodową. Zmarł w Dural niedaleko Sydney 1 sierpnia 1962 roku.